# Firozkohi
Firozkohi, /od firuzkuh, u značenju "planina od tirkiza; mountain of turquoise."  maleno pleme iz skupine Chahar Aimaq, nastanjeno u planinskim predjelima Afganistana. Njihovo porijeklo zacijelo je kao i kod ostalih Chahar Aimaqa od Džingis-kanove vojske koji su se u Afganistanu pomiješali s drugim elementima, a njihov izgled, uglavnom je mongoloidan. Firozkohi su izvorno nomadski narod, danas polunomadski stočari koji žive u jurtama od svojih stada koja ih opskrbljuju mlijekom, mesom i sirom. Dio Firozkoha je 1950-ih i 1960-ih postaje uzgajivačima pšenice, ječma, zobi i povrća, obrađujući svoja polja motikama i drvenim plugovima. Poljoprivreda kod Firozkoha ipak ostaje sekundarna aktivnost, a mjerilo bogatstva gleda se kroz veličinu stada. Društvo Firozkoha je patripotestalno i patrilinearno, u kojemu nuklearna obitelj čini njegovu temeljnu jedinicu. Obitelj se sastoji od muškarca, njegovih roditelja, njegove žene ili žena i njegove djece. Kada se mlada djevojka jednom uda ona postaje dio obitelji svoga muža.
Žena Firozkoha ima zadatak da pomaže u čuvanju stada, ali njezina glavna preokupacija je tkanje ćilima, čija je prodaja jedan od najvažnijih načina zarade novca. Po vjeri su sunitski muslimani. Populacija 2000. iznosi oko 240,000.
Govore dijalektom jezika aimaq, članom iranske skupine indoeuropskih jezika.

## Vanjske poveznice
- Aimaq, Firozkohi of Afghanistan  Arhivirana inačica izvorne stranice od 24. lipnja 2008. (Wayback Machine)
- Aimaq